# Westkust van de Verenigde Staten

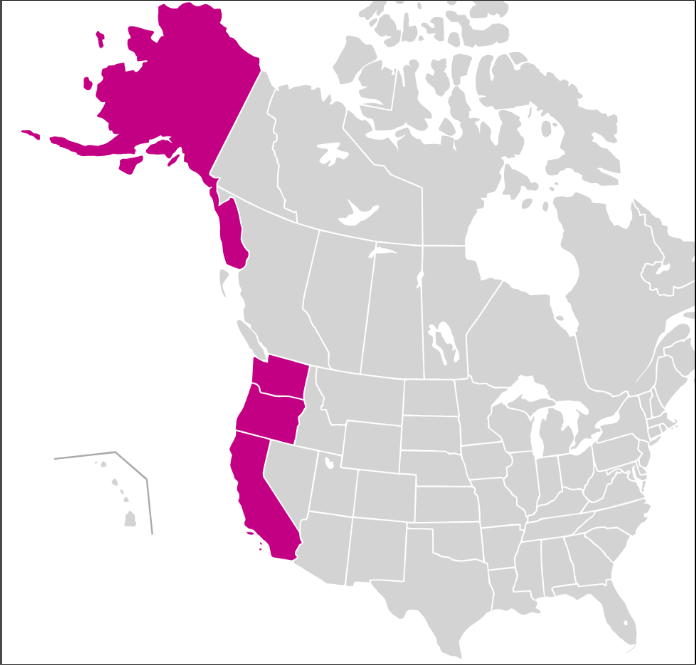
Situering van de West Coast in de Verenigde Staten. Hawaï wordt meestal niet geteld als onderdeel van de westkust.

De westkust van de Verenigde Staten (Engels: West Coast of Pacific Coast) is een term voor de meest westelijk gelegen staten van de Verenigde Staten, aan de Grote of Stille Oceaan. Specifiek gaat het over de staten Alaska, Californië, Oregon en Washington. Het is ongebruikelijk om de staat Hawaï, die ook deel uitmaakt van de Westelijke Verenigde Staten maar niet tot de aaneengesloten staten behoort, tot de West Coast te rekenen. De term Pacific States dekt een iets ruimere betekenis en omvat vaak wel Hawaï.
In de Verenigde Staten is er behalve van de westkust ook sprake van de oostkust (ook  Eastern of Atlantic Seaboard genoemd) en de Golfkust.
In de Amerikaanse politiek wordt de westkust vaak geassocieerd met links en progressieve idealen. De term 'linkse kust' is een politieke term die verwijst naar zowel linkse stemmingen aan de westkust als de locatie aan de linkerkant van de kaart van de Verenigde Staten.